# Saint-Clair, Ardèche
Saint-Clair är en kommun i departementet Ardèche i regionen Auvergne-Rhône-Alpes i sydöstra Frankrike. Kommunen ligger  i kantonen Annonay-Nord som ligger i arrondissementet Tournon-sur-Rhône. År 2022 hade Saint-Clair 1 292 invånare.

## Befolkningsutveckling
Antalet invånare i kommunen Saint-Clair
Referens: INSEE